# Pora tajozjnogo podsnezjnika
Pora tajozjnogo podsnezjnika (russisk: Пора таёжного подснежника) er en sovjetisk spillefilm fra 1958 af Jaropolk Lapsjin.

## Plot
Filmen foregår efter oktoberrevolutionen. Den Røde Hærs soldater stopper op på Akhsai-gården og observerer den umenneskelige holdning, som familiens ejer Akhsay har over for sin brud og lillebror. I mellemtiden er de hvide gardister i gang med at udvikle en plan for at besejre Den Røde Hærs afdelinger.

## Medvirkende
- Valentina Dagbajeva som Dynsema
- Buda Vampilov som Akhsay
- Marija Stepanova som Zhalmasu
- Najdan Gendunova som Shabgansa
- Bujanto Ajusjin som Sodnom